# أحمد بن إدريس الفاسي
أحمد بن إدريس العرائشي اليملحي العلمي الحسنى أبو العباس الحسيني، أحد أعلام التصوف في بلاد المغرب (1172 هـ / 1758م - 1253 هـ / 1837م).

## حياته
ولد بميسور (من قرى فاس بالمغرب) سنة (1163هـ - 1750م). تعلم بفاس وقرأ الفقه والتفسير والحديث، وأسس الطريقة الإدريسية المعروفة أيضا بالطريقة الأحمدية، وانتقل إلى مكة سنة (1214 هـ) فأقام نحو ثلاثين سنة، ثم رحل إلى المخلاف السليماني سنة (1246هـ) فعاش ودفن في «صبيا»، وقام أحد مريديه واسمه السيد إبراهيم بن الشيخ السيد صالح الرشيدي بجمع بعض كلامه وآرائه ومروياته في كتاب سماه «العقد النفيس»، وجمع أيضًا «مجموعة الأحزاب والأوراد».
تتلمذ على يد الشيخ عبد المجيد المجديرى ثم أراد السفر فقال انتظر حتى استأذن لك شيخى " يقصد الشيخ عبد الوهاب التازى رضى الله عنه وكان رجلا خامل الذكر كثير الصمت، فلم يأذن له فقال السيد احمد لشيخه المجديرى " اجمعنى به اجمعه برسول الله " ثم لزم الشيخ عبد الوهاب التازى رضى الله عنهم حتى توفى الشيخ التازى وقد سلك السيد أحمد الطريقة الناصرية الشاذليه ثم سافر إلى مصر ودخل الأسكندريه ثم إلى صعيد مصر وله ثم سافر إلى مكة ومكث هناك فترة تتلمذ على يديه كثير من العلماء
ثم عاد إلى مصر وبقى بها مده وله في صعيد مصر ذرية من ولده الامام عبد العال ثم استقر بـ صبيا ومات دفن هناك.

## تلاميذه
- السيد الشريف محمد بن علي السنوسي الشهير بـ السنوسي الكبير
- الشيخ إبراهيم الرشيد
- السيد الميرغني
- السيد الطيب بن محمد بن ادريس وهو ابن اخيه
- الشيخ محمد المجدوب العباسي السواكني
- الشيخ على عبد الحق القوصي
- الشريف عبد الرحمن بن سليمان الأهدل
- السيد سليمان بن ابي القاسم الأهدل
- السيد بشير بن شبير بن مبارك الحسني
- الشيخ القطب الغوث سيدي الشيخ صالح الجعفري (رضى الله عنه) إمام الجامع الأزهر الشريف، وهو الذي حقق تراث الشيخ أحمد بن إدريس وقام على نشره.

## مؤلفاته
- المنتقى النفيس، وقد نُشرت بتحقيق الشيخ صالح الجعفري
- أعطار أزهار أغصان حدائق التقديس.
- كيمياء اليقين.
- رسالة القواعد.
- أوراده وصلواته الأربع عشرة.
- السلوك.
- روح السنة.

## أوراده
- التهليل المخصوص: «لا إله إلا الله محمد رسول الله في كل لمحة ونفس عدد ما وسعه علم الله»
- الاستغفار الكبير: «أستغفر الله العظيم الذي لا إله إلا هو الحي القيوم، وأتوب إليه من جميع المعاصي كلهاوالذنوب والآثام، ومن كل ذنب أذنبته عمداً وخطأ ظاهراً وباطناً قولاً وفعلا، في جميع حركاتي وسكناتي وخطراتي وأنفاسي كلها دائماً أبداً سرمداً، من الذنب الذي أعلم ومن الذنب الذي لا أعلم، عدد ما أحاط به العلم وأحصاه الكتاب وخطه القلم، وعدد ما أوجدته القدرة وخصصته الإرادة، ومداد كلمات الله كما ينبغي لجلال وجه ربنا، وجماله وكماله وكما يحب ربنا ويرضى، في كل لمحة ونفس عدد ما وسعه علم الله»
- الصلاة العظيمية: «اللهم انى أسألك بنور وجهك العظيم، الذي ملأ أركان عرش الله العظيم، وقامت به عوالم الله العظيم، أن تصل على سيدنا ونبينا ومولانا محمد ذى القدر العظيم، وعلى آل نبى الله العظيم، بقدر عظمة ذات الله العظيم، في كل لمحة ونفس، عدد ما في علم الله العظيم، صلاة دائمة بدوام ملك الله العلى العظيم، تعظيما لحقك يا سيدنا ومولانا محمداً يا ذا الخلق العظيم، وسلم عليه وعلى آله وصحبه مثل ذلك، واجمع بينى وبينه كما جمعت بين الروح والنفس، ظاهرا وباطنا يقظة ومناما واجعله يا رب روحا لذاتى، في جميع الوجوه، في الدنيا والآخرة يا عظيم»
- أحزاب النصر
- الصلوات الأربعة عشر

### من أقواله
كان يقول: إن التصوف هو تجريد القلب لله تعالى، وهو علم الوراثة الذي نتيجته العمل المشار إليه بحديث: "فمن عمل بما علم أورثه الله علم ما لم يعلم".

## وفاته
توفى في «صبيا» بالمخلاف السليماني سنة (1253هـ - 1837م).

## وصلات خارجية
- موقع الأدارسة في المخلاف السليماني
- صفحة السيد أحمد بن إدريس
- الصلوات الأربعة عشر